# La Défaite de Sennachérib

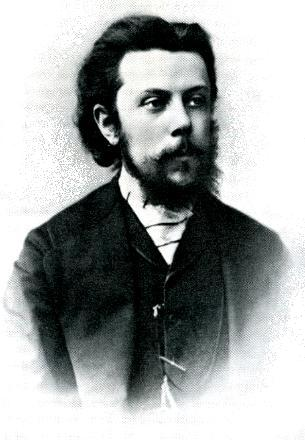
Modeste Moussorgski, 1865.

La Défaite de Sennachérib (en russe : Поражение Сеннахериба, ou La Destruction de Sennachérib) est une œuvre pour chœur de Modeste Moussorgski sur un poème de Lord Byron.
Elle est écrite en 1867. Mili Balakirev en est le dédicataire.